# Варшава-Модлін (аеропорт)
Аеропорт Варшава-Модлін (пол. Port Lotniczy Warszawa/Modlin), (IATA: WMI, ICAO: EPMO) — міжнародний аеропорт, що функціонує з липня 2012 року. Розташований за 40 км на північ від центру Варшави у Новому-Дворі-Мазовецькому та має максимальну пропускну спроможність до 2,5 млн пасажирів на рік. Летовище є хабом для лоу-кост авіакомпа́ній, що обслуговують Варшаву, столицю Польщі. Станом на 2015 рік, аеропорт займав 5-те по завантаженості місце в Польщі - 2,588,175 пасажирів суто авіакомпанії Ryanair У 2016 році аеропорт обслужив 2 860 874 пасажирів.
З 15 лютого 2019 року третій польський аеропорт позитивно відреагував на звернення українських дипломатичних установ в Республіці Польща про введення правильної транслітерації англійською мовою назв українських міст. Аеропорт Warszawa-Modlin відтепер здійснює рейси в KYIV-BORYSPIL i LVIV.

## Опис

### Термінал
Аеропорт має новий, одноповерховий пасажирський термінал, що містить як зал відправлення, так і зал прибуття, а також декілька крамниць. Летовище має стоянку на 10 літаків, немає телетрапів, автобусів і до літаків треба діставатися пішки.

### Злітно-посадкова смуга
Аеропорт має одну асфальтову злітно-посадкову смугу завдовжки 2500 м і завширшки 60 м, розташовану на висоті 104 м над рівнем моря, також має паралельну РД по всій його довжині

## Транспорт

### Автомобільний
Аеропорт розташований за 35 км до північно-заходу від Варшави поблизу національної дороги 62, яка з'єднана з автострадою S7, яка веде до центру Варшави та до Гданська. Таксі і агентства з прокату автомобілів є у терміналі.

### Автобусний
Два автобусних оператора, ModlinBus і OKbus, надають послуги прямуючі з аеропорту до міст Варшава, Лодзь, Біла Підляська, Торунь, Цехоцинек, Влоцлавек і Плоцьк декілька разів на день

### Залізничний
Аеропорт не має власної залізничної станції, проте є регулярні автобусні рейси до залізничної станції у Модлін (відстань 4 км), де потяги місцеві або далекого прямування вирушають до Варшави до 62 разів на день. 21 рейс (кожні 60 хвилин) прямує через центральний вокзал Варшави до аеропорту імені Фредеріка Шопена, решта прямує до Варшава-Заходня. В іншому напрямку, більшість рейсів закінчуються у Модлін, проте деякі рейси прямують до Дзялдово.

## Авіалінії та напрямки, серпень 2020
| Авіакомпанія | Пункт призначення |
| ------------ | --- |
| Enter Air    | Сезонний: Анталія, Енфіда Сезонний чартер: Бургас, Варна |
| Ryanair      | Амман, Аліканте, Афіни, Барселона, Бергамо, Бірмінгем, Болонья, Бристоль, Брюссель-Шарлеруа, Кальярі, Дублін, Східний Мідландс, Единбург, Ейндговен, Гетеборг, Глазго, Харків, Київ-Бориспіль, Лідс/Бредфорд, Ліверпуль, Лондон-Станстед, Львів, Мадрид, Малага, Манчестер, Неаполь, Рим–Чіампіно, Осло-Торп, Шаннон, Стокгольм–Скавста, Тель-Авів, Тенерифе-Південний, Салоніки, Валенсія, Відень Сезонний: Бургас, Ханья, Корфу, Ейлат-Рамон, Фару, Фуертевентура, Пафос, Піза, Порту |

## Статистика
| Роки | Пасажирський трафік | Зміни    | Авіаційний трафік |
| ---- | ------------------- | -------- | ----------------- |
| 2012 | 857,481             |          | 6,379             |
| 2013 | 344,476             | ▼059.8%  | 2,426             |
| 2014 | 1,703,219           | ▲0394.4% | 11,135            |
| 2015 | 2,588,175           | ▲052%    | 16,280            |
| 2016 | 2,860,874           | ▲011%    |                   |
| 2017 | 2,932,639           | ▲02.5%   |                   |